# Історії сім'ї Мейровіц
«Історії сім'ї Мейровіц» (англ. The Meyerowitz Stories) — американський фільм 2017 року, поставлений режисером Ноєм Баумбахом. Фільм було відібрано для участі в основній конкурсній програмі 70-го Каннського міжнародного кінофестивалю (2017) у змаганні за Золоту пальмову гілку .

## Сюжет
Старий художник на ім'я Гарольд (Дастін Гоффман) за багато років свого життя звик до того, що його колоритні родичі завжди поводяться разом неадекватно, тому що в його родині ніхто не чув про дружність. Проте Гарольд усе своє життя намагався налагодити хороші взаємини з усіма членами сімейства, проте нічого у нього не виходило. Коли чоловік вирішив влаштувати в Нью-Йорку ретроспективну виставку своїх робіт, то, природно, покликав усю сім'ю на такий грандіозний захід. І саме цього дня Гарольду доведеться зрозуміти, що він зробив серйозну помилку, тому що зустріч родичів закінчилася кошмаром.

## У ролях
| • Адам Сендлер     | … | Денні Мейровіц   |
| • Бен Стіллер      | … | Метью Меєровіц   |
| • Дастін Гоффман   | … | Гарольд Мейровіц |
| • Емма Томпсон     | … | Морін            |
| • Елізабет Марвел  | … | Джин Мейровіц    |
| • Грейс Ван Паттен | … | Еліза Мейєровіц  |
| • Кендіс Берген    | … | Джулія           |
| • Адам Драйвер     | … | Ренді            |
| • Ребекка Міллер   | … | Лоретта Шапіро   |
| • Ґрета Ґервіґ     | … | Вікторія (голос) |
| • Сігурні Вівер    | … | камео            |

## Знімальна група
- Автор сценарію — Ной Баумбах
- Режисер-постановник — Ной Баумбах
- Продюсери — Ной Баумбах, Елі Буш, Скотт Рудін, Ліла Якоб
- Співпродюсер — Джейсон Сак
- Оператор — Роббі Раян
- Композитор — Ренді Ньюман
- Монтаж — Дженніфер Лейм
- Художник-постановник — Джералд Салліван
- Художник по костюмах — Джозеф Дж. Олісі
- Художник-декоратор — Кріс Моран
- Артдиректор — Ніколас Лок
- Підбір акторів — Дуглас Айбел, Френсіс Мейслер

## Нагороди та номінації
| Список нагород та номінацій         | Список нагород та номінацій | Список нагород та номінацій | Список нагород та номінацій | Список нагород та номінацій | Список нагород та номінацій |
| Кінопремія                          | Дата церемонії              | Категорія                   | Номінант(и)                 | Результат                   | Дж                          |
| ----------------------------------- | --------------------------- | --------------------------- | --------------------------- | --------------------------- | --------------------------- |
| Каннський міжнародний кінофестиваль | 28.05.2017                  | Золота пальмова гілка       | Історії сім'ї Мейровіц      | Номінація                   | [ 1 ]                       |